# أرون موريس
أرون موريس (بالإنجليزية: Aaron Morris)‏ (30 ديسمبر 1989 كارديف المملكة المتحدة - ) هو لاعب كرة قدم بريطاني يلعب كمدافع.

## روابط خارجية
- أرون موريس على موقع قاعدة بيانات كرة القدم.إي يو (الإنجليزية)
- أرون موريس على موقع Soccerbase.com (لاعب) (الإنجليزية)
- أرون موريس على موقع Soccerway.com (الإنجليزية)
- أرون موريس على موقع عالم كرة القدم.نت (الإنجليزية)